# ユリウス・カエサルの暗殺
ユリウス・カエサルの暗殺。ユリウス・カエサルは紀元前44年の3月15日（イードゥース・マルティアエ）にポンペイウス劇場において元老院議員らにより暗殺された。
カエサルへの権力集中により共和政ローマが弱体化していると主張するマルクス・ユニウス・ブルトゥス、ガイウス・カッシウス・ロンギヌス、デキムス・ユニウス・ブルトゥス・アルビヌスが率いる60から70人の元老院議員が関与した。しかし、カエサルの死にもかかわらず、暗殺に関与した者らは共和政の制度を回復させることは出来ず、帝政ローマのプリンキパトゥスにつながった。
後世では、シェイクスピア『ジュリアス・シーザー』におけるカエサルの台詞「ブルータス、お前もか」で知られる。

## 暗殺に関与した人物

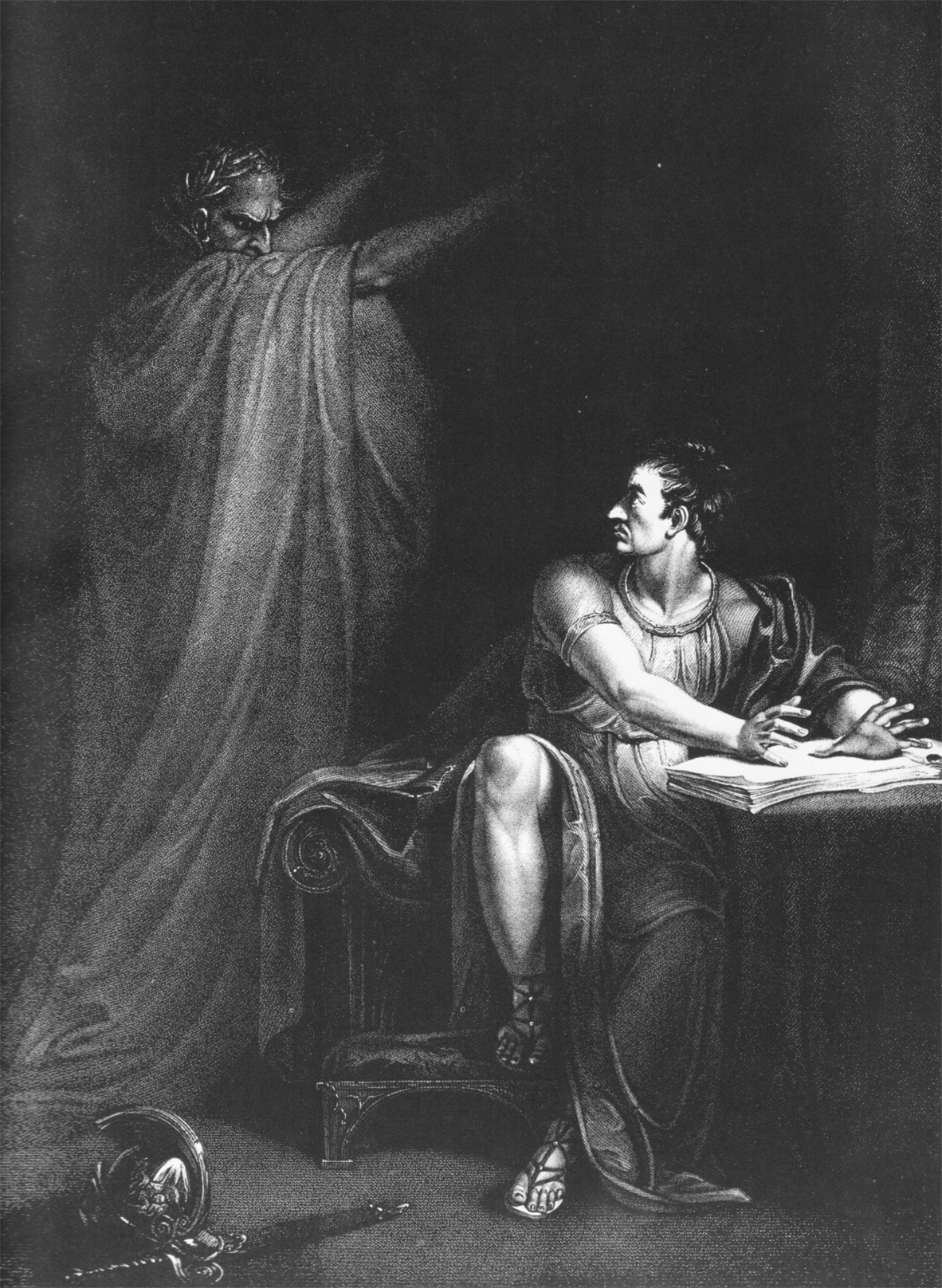
Brutus and the Ghost of Caesar (1802), copperplate engraving by Edward Scriven from a painting by Richard Westall, illustrating Act IV, Scene III, from Shakespeare's Julius Caesar

暗殺を実行した人々の多くは名前すら分かっておらず、現在知られているのはたった20人ほどである。またその中には情報がその名前しか残っていない者もいる。 現在知られている実行者の名前は以下の通りである (主導した者の名前は太字):
- マルクス・ユニウス・ブルトゥス, ローマ内戦にはポンペイウス派として参加、[2] カエサルに対して5番目および最後の傷を鼠径部に負わせた。著名な成句「ブルータス、お前もか」の「ブルータス」はこの人物を指す。
- ガイウス・カッシウス・ロンギヌス, ローマ内戦にはポンペイウス派として参加、[2] カエサルの顔に対して2番目の傷を負わせた。
- デキムス・ユニウス・ブルトゥス・アルビヌス, ローマ内戦にはカエサル派として参加、[3] カエサルの太腿に対して4番目の傷を負わせた。
- ガイウス・トレボニウス、ローマ内戦にはカエサル派として参加、[3] 直接カエサルに対して傷を負わせることはなく、カエサルが中で刺客たちに刺されている最中カエサルの腹心であるマルクス・アントニウス をポンペイウス劇場の外に引き止め続けた。[4]
- Lucius Tillius Cimber, former Caesarian,[3] the one responsible for setting the stage for the attack
- Publius Servilius Casca Longus, former Caesarian,[3] the one responsible for the first stab, to Caesar's shoulder
- Servius Sulpicius Galba, former Caesarian[3]
- Servilius Casca, former Caesarian,[3] brother of Publius Casca, the third assassin to strike Caesar, and the only one of the assassins to inflict a fatal wound on Caesar (a stab between the ribs)
- Pontius Aquila, former Pompeian[2]
- Quintus Ligarius, former Pompeian[2]
- Lucius Minucius Basilus, former Caesarian[3]
- Gaius Cassius Parmensis[5]
- Caecilius, former Pompeian[2]
- Bucilianus, former Pompeian, brother of Caecilius[2]
- Rubrius Ruga, former Pompeian[2]
- Marcus Spurius, former Pompeian[2]
- Publius Sextius Naso, former Pompeian[2]
- Petronius[5]
- Publius Turullius[5]
- Pacuvius Labeo[5]

マルクス・トゥッリウス・キケロ はカエサル暗殺の陰謀には関わっておらず、むしろその報を受け驚いた。キケロは後に、暗殺者のひとりであるトレボニウスに「私もその素晴らしい宴に招待されたかった」という旨の手紙を記しており、カエサル暗殺と同時にアントニウスも暗殺されたに違いない、とも考えていた。

## ギャラリー

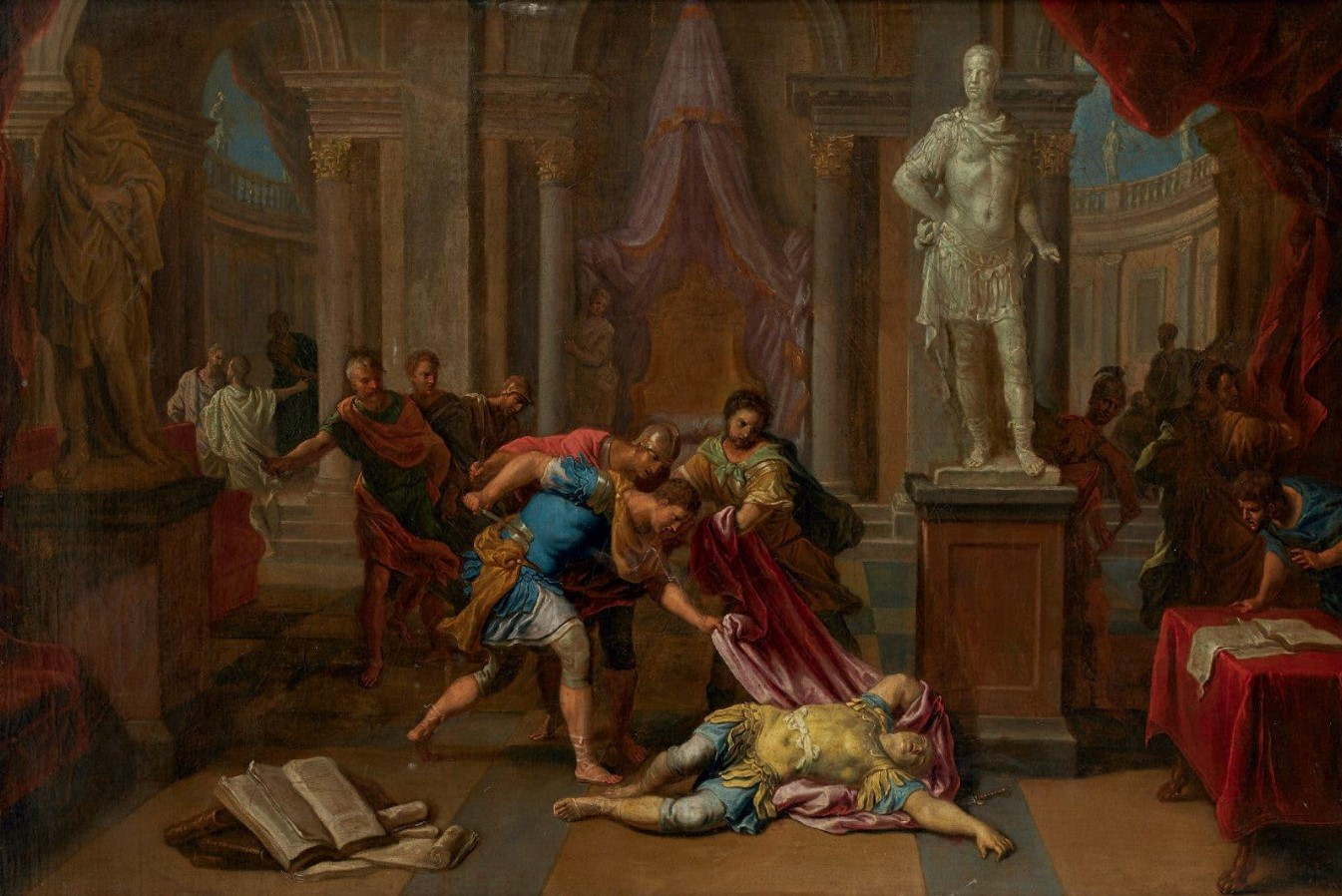
The death of Caesar by Victor Honoré Janssens, c. 1690s
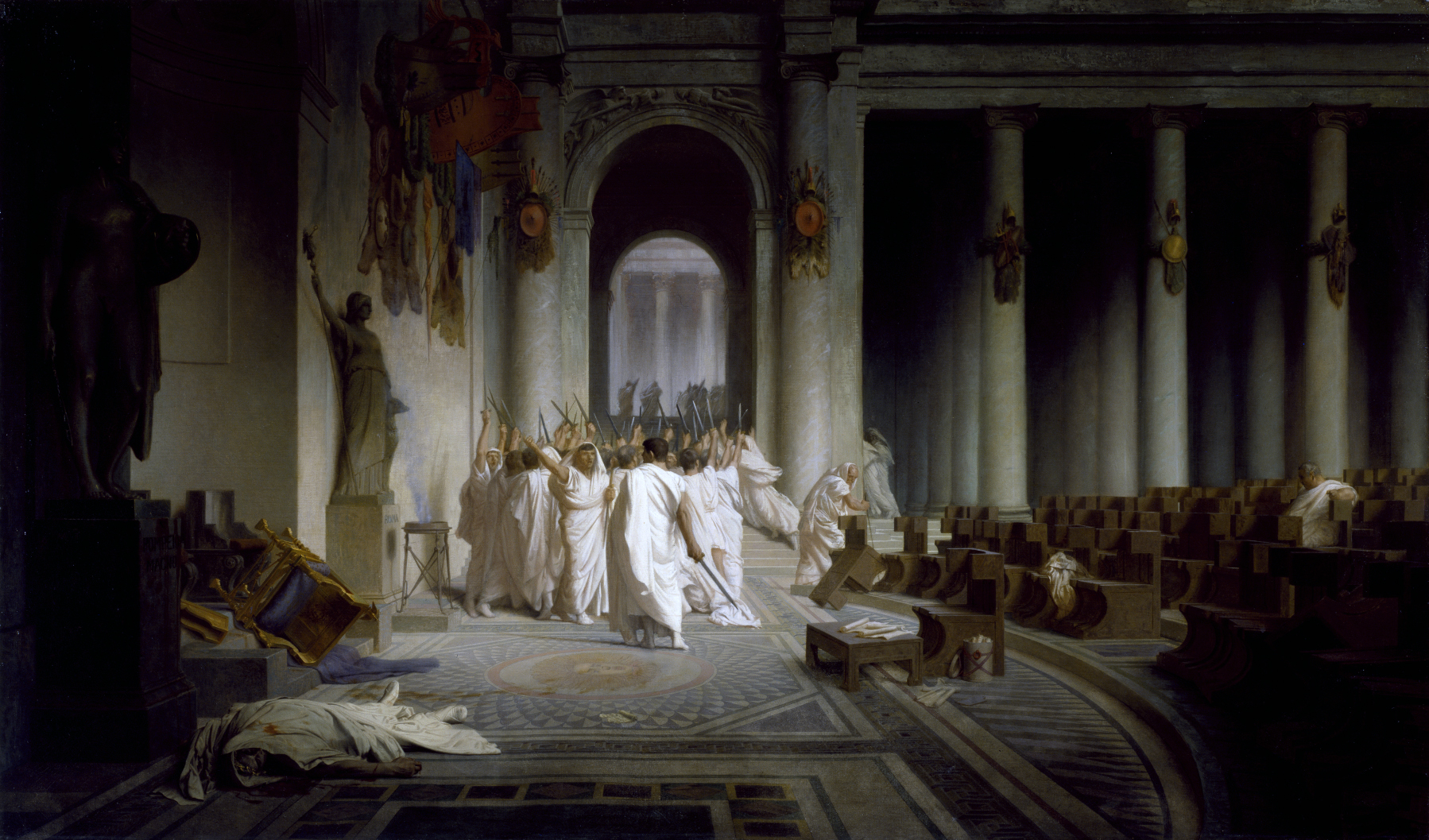
Aftermath of the attack with Caesar's body abandoned in the foreground, La Mort de César by Jean-Léon Gérôme, c. 1859–1867
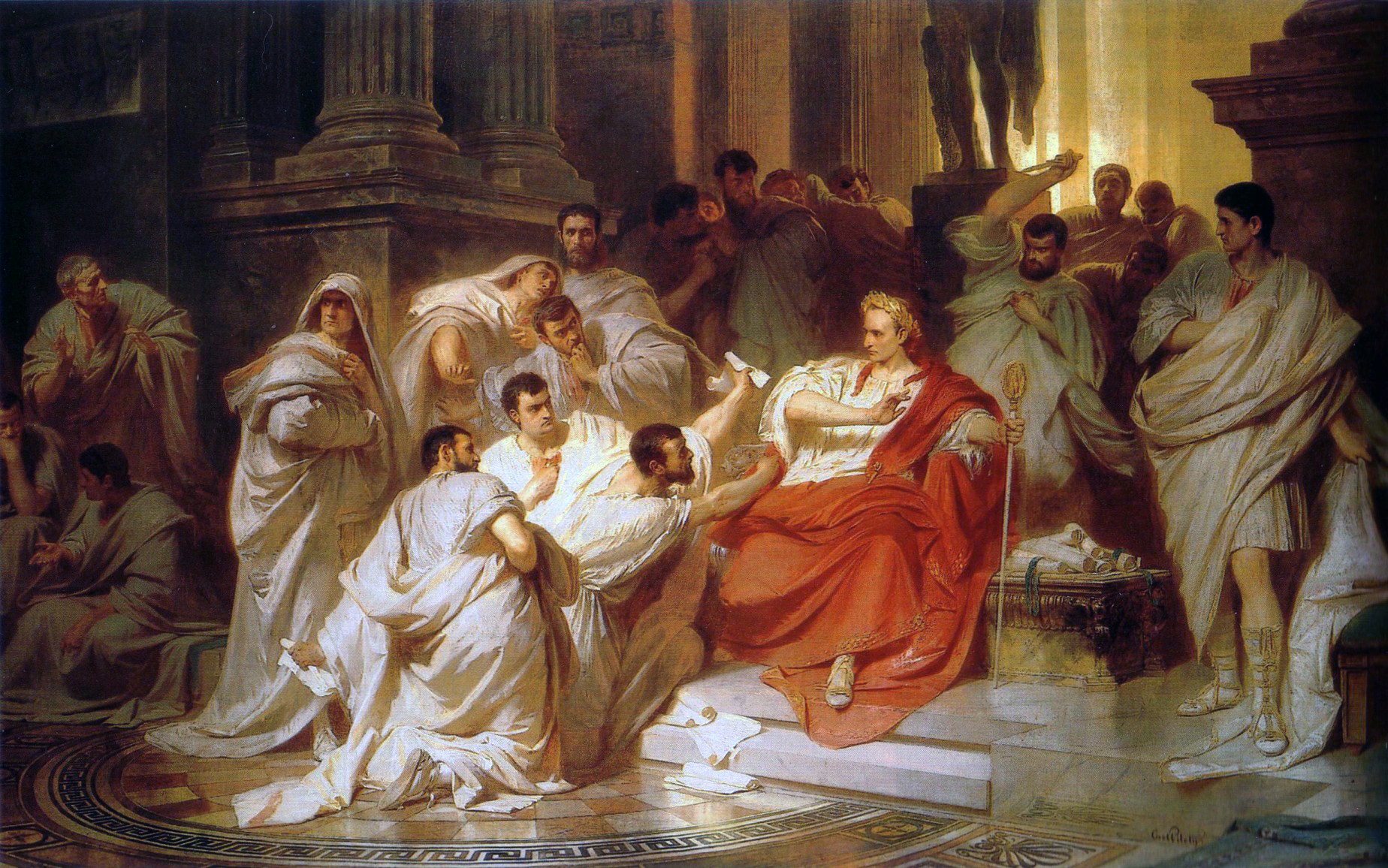
The Murder of Caesar by Karl von Piloty, 1865, Lower Saxony State Museum
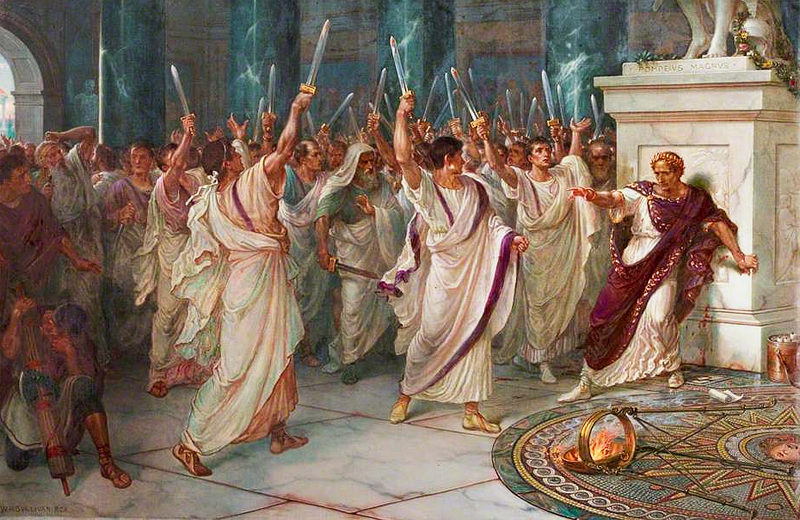
The Assassination of Julius Caesar by William Holmes Sullivan, c. 1888, Royal Shakespeare Theatre
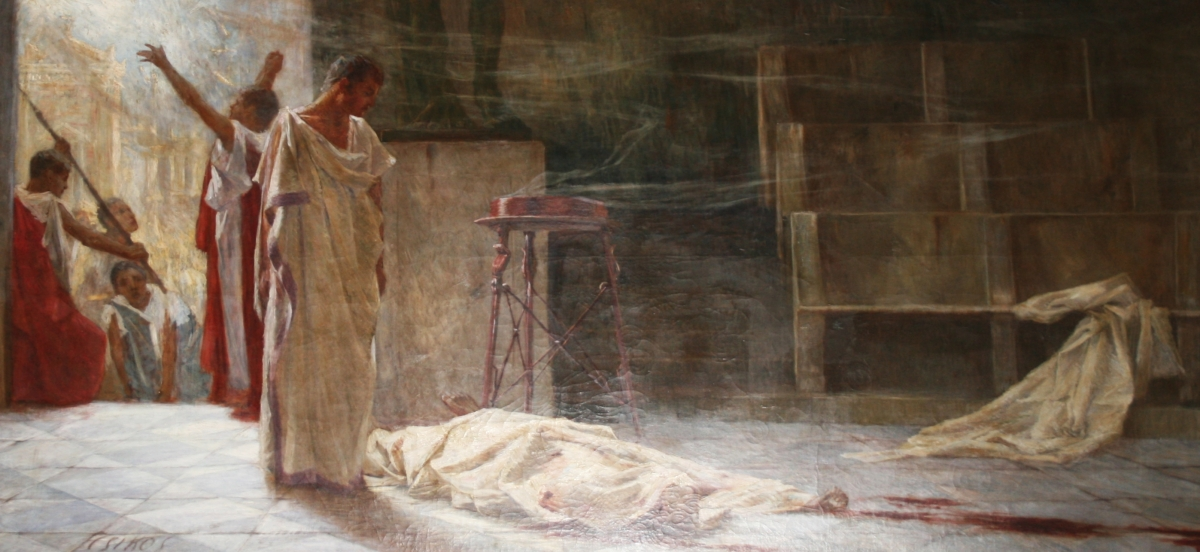
Mark Antony with the dead body of Caesar, painted by Bela Čikoš Sesija, before 1920

## 関連文献
- Sheldon, Rose Mary. Kill Caesar!: Assassination in the Early Roman Empire. Rowman & Littlefield, 2018.